# 435
Cette page concerne l'année 435  du calendrier julien. Pour l'année 435 av. J.-C., voir 435 av. J.-C. Pour le nombre 435, voir 435 (nombre).
L'année 435 est une année commune qui commence un mardi.

## Événements
- 11 février, Hippone : les Vandales obtiennent de Trigetius le statut de fédérés en Afrique, contre le paiement d’un tribut à l’empereur Valentinien III, ce qui est une première étape vers l'instauration du royaume vandale[1]. Genséric profite de la paix pour se constituer une puissante flotte.
- 3 août : exil de Nestorius dans un monastère d’Égypte[2].
- 5 septembre : Aetius est nommé patrice à Ravenne[3]. Il sera le maître de l’Empire d’Occident pendant plus de vingt ans.
- 20 décembre : constitution qui prescrit la rédaction du code théodosien[4] (fin en 438). Restauration de l’administration en Orient.

- Révolte des Bagaudes, conduits par Tibatto, en Gaule (435-437)[5].
- Le roi des Burgondes Gondicaire (Gundahar), ayant voulu s’étendre en Belgique, est écrasé par Aetius à deux reprises (435-436)[6]. L’armée burgonde sera massacrée avec son roi par les Huns à l’automne 436[7].
- Traité de paix de Margus (actuel Požarevac ou Orašje, à l’embouchure de la Morava), dicté par les Huns Bleda et Attila aux envoyés de l’Empire d’Orient, Plinta et Epigènes. Ces derniers acceptent de ne plus s’allier aux ennemis « barbares » des Huns, doublent le tribut annuel qui est porté 700 livres d’or (229 kg), acceptent de payer 8 solidi par captif (le double de la somme jusqu’alors convenue) même s’ils s’étaient évadés. Ils s’engagent à ouvrir un marché, dont la sécurité sera garantie par les deux partis, et à extrader les déserteurs qui viendraient chez eux en provenance du territoire des Huns ; Bleda et Attila ont les mains libres pour régler leur compte aux tribus alliées des Romains, puis étendre leur Empire jusqu’aux Alpes, au Rhin et à la Vistule[7]. Deux princes Huns, Mama et Atakam, qui se sont enfuis à Constantinople après la mort de Ruga, sont remis par les Romains à Attila après le traité de Margus, qui les fait empaler ou crucifier[8]. Après cela, les membres de la dynastie royale s’enfuient avec encore plus d’empressement.
- Ibas devient évêque d'Édesse[9].
- Vers 435 : Éreptiole, premier évêque de Coutance, fonde une église et un Hôtel-Dieu, qui deviendra le Centre Hospitalier Louis Pasteur à Cherbourg[10].

## Naissances en 435
- Rhyddfedd Frych, roi de Powys.

## Décès en 435
- Rabbula, évêque d'Édesse.